# 翁德雷布河
50°06′38″N 12°29′06″E / 50.110471704914566°N 12.485071420669556°E
翁德雷布河是中歐的河流，流經德國的巴伐利亞州和捷克的卡羅維發利州，屬於奧赫熱河的右支流，河道全長58公里，流域面積498平方公里。